# 村松修
村松 修（むらまつ おさむ、1949年 - ）は日本のプラネタリウム解説者。周期彗星である串田・村松彗星や多くの小惑星を共同発見したアマチュア天文家でもあり、2017年ごろから「伝説のプラネタリアン」と称される。日本天文学会天体発見賞（1993年度）、日本天文学会天文教育普及賞（2024年度）を受賞。

## 人物・経歴
東京都出身。高校生のときに到来した池谷・関彗星を機に天文に関心を持つ。東京都立工業短期大学（のちに東京都立科学技術大学、現・東京都立大学）機械科を卒業後、民間企業を経て、1974年4月、天文博物館五島プラネタリウムに技術係として就職。五島プラネタリウムの学芸課長を務めた豊川秀治のもとで投影機の保守点検に携わる。

### プラネタリウム解説者として
技術係として投影に立ち会うなかで星空解説を「門前の小僧」のごとく習得し、投影機の稼働状態の確認を兼ねて1975年ごろから解説を担当するようになる。星空を実況中継することをイメージした、朗らかで軽妙な語り口による名解説ぶりで鳴らした。
五島プラネタリウムが2001年3月に閉館した後は、渋谷区五島プラネタリウム天文資料（渋谷区ケアコミュニティ桜が丘および旧東京都立代々木高等学校跡地、通称「しぶてん」）に移籍。五島プラネタリウムから渋谷区に寄贈された資料の管理を担当しつつ、天文普及活動を行った。
2001年10月、五島プラネタリウムと東日天文館、そして村松をモデルとしたSF小説『虹の天象儀』が瀬名秀明によって書き下ろされた。
2003年6月、五島プラネタリウムがあった東急文化会館の解体が決まり、旧五島プラネタリウムのドームにおいてメガスターIIを用いた特別投影の解説を担当。多くの五島プラネタリウムおよび村松のファンが来場し、名残を惜しんだ。
渋谷区五島プラネタリウム天文資料に分解保存されていた投影機を渋谷区の新施設に展示保存するプロジェクト「旧五島プラネタリウム投影機展示保存実行委員会」に参画。投影機は渋谷区文化総合センター大和田2階に静態展示されることとなった。
2010年11月21日、コスモプラネタリウム渋谷の開館に伴い、同館の主任解説員に就任。往年の名調子が渋谷のドームに復活した。
2017年をもってフリーのプラネタリウム解説コンサルタントとなったが、引き続きコスモプラネタリウム渋谷で解説を担当している。
2018年12月、有楽町の地に80年ぶりに開館したプラネタリウム「コニカミノルタプラネタリア TOKYO」において、演劇形式でアクターが登場する『LIVE ACT PLANETARIA 1st. ACT“星にねがう夢”』の星空解説を監修。
2025年1月28日、プラネタリウムによる天文教育普及への長年の貢献が評価され、2024年度日本天文学会天文教育普及賞の受賞が決定。3月18日に授賞式が行われた。

### 天文家として
村松は、「天文学を体現する機械」としての投影機の整備とプラネタリウム解説に携わるなかで、天文学と天体観測への関心を深めていった。
1977年、中野主一や浦田武を中心として、天文軌道計算をアマチュア天文家に教える『ガウスの会』が毎月1回行われた。村松は講師の古川麒一郎から計算方法を学び、その後も研鑽に励んだ。村松は1978年ころからDEMOS-Eを利用できるようになり、担当者からFORTRANを学んだのちに天体の位置推算プログラムを自作した。
1986年ごろから小淵沢町において井上傑や浦田武とともに小惑星の捜索を開始。小淵沢（小惑星番号3432）や八ケ岳(4033)、渋谷(4634)など、多数の小惑星を共同発見した。1988年ごろからは八ヶ岳南麓天文台に活動拠点を移し、串田嘉男と多数の小惑星を発見。清里高原において大友哲とも多くの成果を上げた。
1993年には串田・村松彗星を共同発見、日本天文学会天体発見賞を受賞。
1992年末にはN体数値積分計算プログラムが完成した。
1993年、中野主一から提供される位置観測データからシューメーカー・レヴィ第9彗星(SL9)が木星に1994年に衝突することに気づき、中野に連絡。計算結果は中野の計算と一致していた。中野は世界で最も早くこの事実を予報し、村松は五島プラネタリウムでこのビッグニュースを詳細に伝えた。SL9は予報どおり木星に衝突し、中野はこの功績により日本天文学会によってこの年にだけ設けられた天文学特別功労賞を受賞した。
1995年10月、日本天文学会秋季年会（新潟大学）において串田・村松彗星についてポスター発表を行った。村松が作成したN体数値積分計算プログラムで串田・村松彗星の発見前の軌道を計算したところ、1952年6月に木星と0.0084AUまで接近し、一時的に木星に捕獲されていたことが判明したという。
村松が共同発見した小惑星には天文博物館五島プラネタリウムの関係者の名前が多く命名されている。永田美絵によれば、2001年3月の閉館に伴って、「宇宙の中ではみんないつまでも一緒にいたい」との思いから、閉館の数年前まで在籍した解説員のうち小惑星に命名されていなかった全員の名を命名提案したという。

## 受賞
- 日本天文学会天体発見賞（1993年度）[35]
- 日本天文学会天文教育普及賞（2024年度）[30]

### 註釈
1. ↑  解説員として採用された金井三男と同期[4]。
2. ↑  近年では1975年とされることがある[6]。
3. ↑  村松は取材に全面協力した[20]。
4. ↑  実行委員長は最後の館長を務めた村山定男。
5. ↑  元五島プラネタリウムの永田美絵と重井美香も解説陣に加わった[26]。
6. ↑  後任として天文博物館五島プラネタリウムの後輩でもある永田美絵がチーフ解説員に就任した。
7. ↑  太陽系 L09c、セカンドオーサーは中野主一。
8. ↑  2008年には、串田・村松彗星が1949年から1961年まで12年間にわたって木星に補足されていたとの研究が発表されている[39]。